# 塔皮奥·西皮莱
塔皮奥·西皮莱（芬蘭語：Tapio Sipilä，1958年11月26日—），芬兰男子摔跤运动员。他曾代表芬兰参加1980年、1984年和1988年夏季奥林匹克运动会摔跤比赛，共获得一枚银牌和一枚铜牌。